# Амр ибн аль-Ас
Абу́ Абдулла́х А́мр ибн аль-А́с ас-Сахми́ аль-Кураши́ (араб. عمرو بن العاص السهمي القرشي‎; 577, Мекка, Хиджаз — 6 января 664, Фустат, Египет) — арабский полководец и политический деятель VII века. Первоначально один из непримиримейших врагов пророка Мухаммеда и его учения, но затем один из самых ревностных его сподвижников.

## Биография
Родился около 575 или 577 году в Мекке. Амр был одним из влиятельных курайшитских лидеров Мекки и долгое время он действовал против мусульман. Именно он был послан в Эфиопию, чтобы добиться пленения и выдачи эмигрировавших в эту страну мухаджиров. После переселения мусульман из Мекки в Медину он сражался против них в битвах при Бадре, Ухуде и битве у рва. После подписания в 628 году Худайбийского мирного договора он принял ислам.
Незадолго до завоевания Мекки против мусульман намеревались выступить племена Джузам, Лахм, Кудаа, Амила и Узра. В ответ на это пророк Мухаммед распорядился собрать против них отряд, во главе которого он поставил Амра ибн аль-Аса. Увидев приближение мусульман, вооружённые силы этих племён рассеялись, и Амр со своим отрядом вернулся в Медину.
После завоевания Мекки пророк Мухаммед послал его для разрушения идола Сува. После этого Амр поехал в Оман для передачи письма Мухаммеда правителю этой области, и оставался там вплоть до смерти Пророка в 632 году.
Во период правления халифа Абу Бакра Амр успешно воевал с вероотступниками, а затем пошёл на войну с Византией. Он участвовал в завоевании Сирии и Палестины и стал инициатором военного похода на Египет. Он попросил об этом халифа Умара и халиф, после некоторого колебания, дал разрешение на этот поход. Амр вместе с войсками под командованием аз-Зубайра ибн Аввама сумел сломить сопротивление византийского наместника Египта Мукаукиса и в скором времени Египет оказался под контролем армии Халифата. Умар назначил Амра наместником Египта, но из-за жалоб на нарушения в налоговой сфере халиф Усман сместил его с этой должности. После этого Амр временно отдалился от политики и вернулся в неё с приходом к власти халифа Али.
В период правления халифа Али Амр поддержал правителя Сирии Муавию и стал командовать его армией. Когда халиф Али послал своего представителя в Сирию, Муавия и Амр отказались присягнуть новому халифу, обвинив его в укрывательстве убийц халифа Усмана.

## Сиффинская битва
Халиф Али попытался сломить сопротивление сирийцев и выступил против них. Армия халифа сумела добиться успеха в битве при Сиффине и тогда Амр ибн аль-Ас, оказавшись в безвыходном положении, приказал своим солдатам прикрепить на кончики копий свитки Корана и призвал к Божьему суду. Халиф Али под давлением своего окружения вынужден был решить конфликт на третейском суде. На этом суде представители обоих противоборствующих сторон должны были засвидетельствовать об отречении от власти как халифа Али, так и Муавии, а затем провести выборы нового халифа. Представитель халифа Али — Абу Муса аль-Ашари объявил о низложении как Али, так и Муавии, однако Амр ибн аль-Ас неожиданно отказался объявлять о низложении Муавии. Третейский суд не привел ни к каким результатам и гражданская война в Халифате продолжилась. После битвы при Сиффине положение Али резко осложнилось, так как его покинули некоторые бывшие сторонники, вынудившие его пойти на перемирие в Сиффине. Их стали называть «хариджитами».

## Египет
Действия Амра ибн аль-Аса позволили армии сирийцев окрепнуть и перейти в наступление. В 658 году войска под командованием Амра вошли в Египет и установили над ним контроль. Наместник Египта Мухаммад ибн Абу Бакр, который был сыном первого Праведного халифа Абу Бакра, был убит.
В 661 году хариджиты отправили к Али, Муавии и Амру убийц, в результате чего Али был убит, Муавия получил легкое ранение в ногу, а вместо Амра был убит его приближенный Хариджа ибн Хузафа. Став халифом после убийства Али, Муавия назначил Амра ибн аль-Аса наместником Египта. В 664 году Амр ибн аль-Ас тяжело заболел и умер. Сообщается, что перед смертью он раскаялся в своих грехах и сожалел о том, что несправедливо обошёлся с халифом Али.
В Каире, на том месте, где стояла палатка командующего завоевательной армии Амра ибн аль-Аса, в 662 году была воздвигнута мечеть Амра ибн аль-Аса, которая действует по сей день.